# Siriella quilonensis
Siriella quilonensis är en kräftdjursart som beskrevs av Pillai 1961. Siriella quilonensis ingår i släktet Siriella och familjen Mysidae. Inga underarter finns listade i Catalogue of Life.